# Go (ngôn ngữ lập trình)
Go là một ngôn ngữ lập trình mới do Google thiết kế và phát triển. Nó được kỳ vọng sẽ giúp ngành công nghiệp phần mềm khai thác tối đa nền tảng đa lõi của bộ vi xử lý và hoạt động đa nhiệm tốt hơn.

## Sự ra đời của ngôn ngữ Go
Vào ngày 21 tháng 9 năm 2007 bộ ba Robert Griesemer, Rob Pike và Ken Thompson bắt đầu phát thảo những tiêu chí cho một ngôn ngữ lập trình mới trên bảng trắng. Vài ngày sau đó, những tiêu chí đó được chấp nhận và một kế hoạch xây dựng một ngôn ngữ lập trình mới được định hình. Sau đó, công việc thiết kế Go(Còn có tên là Golang) được tiến hành song song với các công việc không liên quan khác. Tháng Một năm 2008, Kem Thompson bắt tay xây dựng một trình biên dịch ngôn ngữ C để thử nghiệm các ý tưởng. Vào giữa năm 2008, ngôn ngữ mới này trở thành một dự án toàn thời gian và được đầu tư đầy đủ để trở thành một trình biên dịch dùng cho sản phẩm. Vào tháng 5/2008, Ian Taylor đã độc lập phát triển một GCC front-end cho Go dựa trên bản nháp của đặc tả ngôn ngữ này. Russ Cox đã tham gia vào cuối năm 2008 và giúp hiện thực hoá ngôn ngữ này cũng như các thư viện của nó. Vào ngày 10/11/2009, Go trở thành một dự án mã nguồn mở, và sau đó có rất nhiều cá nhân trong cộng đồng đã đóng góp ý tưởng cũng như mã nguồn cho dự án này.
Việc khai thác tối đa sức mạnh của các bộ xử lý đa lõi và phần cứng thế hệ mới đối với các ngôn ngữ hiện có được xem như là việc không thể làm được. Bởi những giới hạn vốn có của các ngôn ngữ lập trình trên máy tính như C, C++, Java,... Bấy lâu nay, các vấn đề xử lý đa lõi vẫn là chuyện của hệ điều hành.
Google đưa ra ngôn ngữ Go như là một cách tiếp cận khác về vấn đề xử lý đa lõi. Thay vì chỉ có hệ điều hành được phép cung cấp tài nguyên và xử lý, thì các phần mềm cũng có thể tương tác trực tiếp với nền tảng đa lõi giúp cho việc xử lý nhanh hơn rất nhiều.

## Đặc điểm thiết kế

### Cú pháp
Về mặt cú pháp thì Go rất giống ngôn ngữ C, tuy nhiên nó có nhiều thay đổi trong thiết kế để an toàn hơn và có cú pháp súc tích và dễ đọc. Go cho phép lập trình viên vừa khai báo và khởi tạo biến cùng một lúc mà không cần phải chỉ định kiểu dữ liệu i:=3 hoặc name:="Hello, world!", điều này trái ngược với cú pháp của ngôn ngữ C int i = 3; và const char *s = "Hello, world!". Ở Cuối mỗi dòng lệnh cũng không cần kết thúc bằng dâu chấm phẩy và mỗi hàm có thể trả về nhiều hơn một giá trị.

## Ví dụ

### Hello World
```
 
package
 
main

 

 
import
 
"fmt"

 

 
func
 
main
()
 
{

   
fmt
.
Println
(
"Hello, World"
)

 
}

```

### Ví dụ về trả về nhiều hơn một giá trị
```
package
 
main

import
 
"fmt"

// Phần `(int, int)` trong chữ ký hàm thể hiện rằng

// hàm này trả về 2 giá trị kiểu int

func
 
vals
()
 
(
int
,
 
int
)
 
{

    
return
 
3
,
 
7

}

func
 
main
()
 
{

    
// Ở đây chúng ta sử dụng hai biến a và b để đón dữ liệu trả về

    
// từ hàm vals()

    
a
,
 
b
:=
 
vals
()

    
fmt
.
Println
(
a
)

    
fmt
.
Println
(
b
)

    
// Ta cũng có thể chỉ nhận về một tập con của giá trị trả về

    
// bằng cách sử dụng ký hiệu  `_`.

    
_
,
 
c
:=
 
vals
()

    
fmt
.
Println
(
c
)

}

```

### Ví dụ về xử lý song song (concurrency)
```
package
 
main

import
 
(

	
"fmt"

)

var
 
(

	
naturalChan
 
=
 
make
(
chan
 
int
)

	
squaredChan
 
=
 
make
(
chan
 
int
)

	
items
       
=
 
make
([]
map
[
int
]
int
,
 
10
)

)

func
 
natural
()
 
{

	
for
 
i
:=
 
range
 
items
 
{

		
naturalChan
 
<-
 
i

	
}

	
close
(
naturalChan
)

}

func
 
square
()
 
{

	
for
 
_
 
=
 
range
 
items
 
{

		
x
:=
 
<-
naturalChan

		
squaredChan
 
<-
 
x
 
*
 
x

	
}

	
close
(
squaredChan
)

}

func
 
main
()
 
{

	
go
 
natural
()

	
go
 
square
()

	
for
 
_
 
=
 
range
 
items
 
{

		
select
 
{

		
case
 
squared
:=
 
<-
squaredChan
:

			
fmt
.
Printf
(
"Squared %d\n"
,
 
squared
)

		
}

	
}

}

```

## Về tên gọi
Go được xuất phát từ tên công ty Google.